# Свято-Владимирский Херсонесский монастырь
Свято-Владимирский Херсонесский монастырь — мужской общежительный монастырь святого равноапостольного князя Владимира; был основан по инициативе и при участии архиепископа Херсонского и Таврического Иннокентия (Борисова) в 1853 году.

## История
Согласно указу Святейшего Синода от 4 мая 1850 года за № 4141 херсонскому епархиальному начальству было разрешено заняться восстановлением древних священных мест в Крыму, в том числе открытием монастырей.
На территории древнего Херсонеса архиепископом Иннокентием была основана заштатная киновия, в которой построили и в 1853 году освятили первую церковь во имя святой равноапостольной княгини Ольги.  Во время Крымской войны (1853—1856) киновия с церковью была полностью уничтожена. Французы вывезли из монастыря в качестве трофеев археологические находки и отлитый из турецких пушек монастырский колокол. После войны купцы Пётр и Михаил Телятниковы построили на территории монастыря деревянный небольшой храм, освящённый в 1857 году в честь Семи Херсонесских священномучеников. В 1858 году император Александр II дал разрешение на строительство в монастыре Свято-Владимирского соборного храма. В 1859 году в монастырь была передана частица святых мощей князя Владимира из домовой церкви Зимнего дворца в Санкт-Петербурге. 23 августа 1861 года в присутствии Александра II и членов его семьи состоялась торжественная закладки собора князя Владимира. В том же году обитель получила статус штатного монастыря 1-го класса.
Сооружение Владимирского православного храма от его закладки до освящения центрального престола продолжалось 30 лет. В 1860—1863 годах выстроили настоятельский корпус, в котором был освящён домовый храм Корсунской иконы Божией Матери. В 1888 году в Владимирском соборе был освящён нижний престол во имя Рождества Богородицы, а в 1891 — верхний основной Владимирский престол. В 1899 году монастырь получил статус общежительного. В связи с новым статусом снимались ограничения штата монашествующих и к 1907 году в обители числилось более 150 монахов и послушников. Монастырь имел большие земельные угодья в Мелитопольском и Бердянском уездах. В обители были сооружены новая трапезная, два братских корпуса, гостиница, каретный сарай, баня, работали мастерские: кузнечная, столярная, швейная, сапожная, малярная. В начале XX века Владимирский монастырь имел на своей территории три храма: Владимирский собор, церковь Семи Херсонесских мучеников и крестовую домовую церковь в честь Корсунской иконы Божией Матери в настоятельском корпусе. В 1905 году в обители открыли Таврическую епархиальную школу для псаломщиков.
С приходом в Крым советской власти монастырь был упразднён (в 1924 году) и в обители была создана приходская община, которая 16 ноября 1922 года заключила с Севастопольским горрайисполкомом договор о пользовании двумя монастырскими храмами: Владимирским собором и церковью Семи Херсонесских мучеников. Остальные строения обители с начала 1920-х годов занимали различные организации и «Музей Херсонесского городища». В 1926 году «Православное религиозное общество Херсонесской Владимирской церкви» было юридически ликвидировано. Помещения монастырских храмов занял музей под экспозиции, фонды, склады и служебные помещения. Владимирский собор был сильно повреждён во время Великой Отечественной войны. В 1998—2002 годах собор восстановили. В 2016—2017 годах руководство Севастопольского благочиния поднимало вопрос о возвращении Церкви сохранившихся монастырских построек и возрождении Херсонесского монастыря, но эта идея тогда не нашла поддержки. Однако 12 марта 2024 года на заседании Священного Синода в связи с прошением Преосвященного митрополита Крымского и Симферопольского Тихона было принято решение открыть Свято-Владимирский Херсонесский мужской монастырь.

## Храмы монастыря

### Храм святой княгини Ольги
Первая церковь в монастыре. Построена иеромонахом Василием (Юдиным) — первым настоятелем крымских монастырей, приехавшим с Афона. Храм был освящён 28 февраля 1853 года архимандритом Бахчисарайского монастыря Поликарпом. Ольгинский храм был разрушен французами во время осады Севастополя.

### Храм Семи Херсонесских священномучеников
После окончания Крымской войны купцы Пётр и Михаил Телятниковы построили на территории монастыря небольшой деревянный храм, освящённый в 1857 году в честь Семи Херсонесских священномучеников. Через три года он был разобран и на том же месте в 1861 году возведён каменный во имя тех же святых мучеников. Храм представлял собой прямоугольное здание базиликального типа, завершённое главкой на двускатной кровле. Эта церковь стала соборной, где до построения главного Владимирского храма хранились монастырские реликвии, в том числе пожалованная императором Александром II частица мощей святого князя Владимира. В 1887—1888 годах к храму пристроили притвор с колокольней. Закрыди в 1924 году, возвратили верующим — в 1998

### Храм Корсунской иконы Божией Матери
В 1860—1863 годах по проекту архитектора инженер-поручика К. Вяткина построили каменный настоятельский корпус, в котором была устроена и 14 июля 1863 года освящена крестовая домовая церковь в честь Корсунской иконы Божией Матери. Первоначально церковь находилась в северной части настоятельского здания, а после ремонта 1899 года была перенесена в центральную часть. Все помещения храма Корсунской иконы Богоматери с начала 1920-х годов занимает Херсонесский историко-археологический музей.

### Собор святого Владимира
29 октября 1825 года командующий Черноморским флотом адмирал А. С. Грейг подал императору Александру I записку о необходимости начала всенародного сбора пожертвований на сооружение в Херсонесе — месте крещения князя Владимира, храма святого Владимира. Император поручил Академии художеств составить проект храма, но вскоре он умер. Проекты памятника были представлены уже Николаю I.  В сентябре 1830 года командующий Черноморским Флотом М. П. Лазарев предложил на собранные средства построить собор не в Херсонесе, а в центре Севастополя. В конце 1840-х годов приступили к строительству  Севастопольского Владимирского собора, который стал местом захоронения руководителей обороны Севастополя, командиров Черноморского Флота, русских адмиралов и морских офицеров. Идея постройки Владимирского храма в Херсонесе вновь стала обсуждаться после основания Херсонесского монастыря. В 1859 году Александром II был утверждён проект архитектора Д. И. Гримма. 23 августа 1861 года император Александр II собственноручно заложил первый камень в основание фундамента будущего собора.